# Aviator
Aviator (englisch für Flieger) ist eine US-amerikanisch-deutsche Filmbiografie über den Flugpionier Howard Hughes (1905–1976) aus dem Jahr 2004 unter der Regie von Martin Scorsese.
In der Hauptrolle agierte Leonardo DiCaprio, in den weiteren Rollen wurden prominente Schauspieler wie Cate Blanchett besetzt. Gedreht wurde an Schauplätzen in den Vereinigten Staaten, Japan und Deutschland.

## Handlung
Der Film setzt ein mit einer Szene, in der die Mutter den jungen Hughes wäscht. Sie spricht dabei dem Jungen gegenüber allerhand Warnungen in Bezug auf gesundheitliche Gefahren aus. Diese Szene wird ganz am Ende des Films noch einmal aufgegriffen.
In der nächsten Szene ist Hughes bereits ein junger Mann und realisiert sein erstes großes Filmprojekt, den im Ersten Weltkrieg spielenden Fliegerfilm Hell’s Angels. Für die Aufnahmen hat er zahlreiche Doppeldecker-Flugzeuge beschaffen lassen. Hughes investiert immer wieder große Summen in diese mehrjährige Filmproduktion. Als sich bei Fertigstellung das Publikumsinteresse von den Stummfilmen hin zu den Tonfilmen verschoben hat, dreht er den Film gleich noch einmal als Tonfilm. Bei der glamourösen Premiere ist das Publikum begeistert, der Film wird ein Erfolg.
Er lernt Katharine Hepburn kennen und verliebt sich in den selbstbewussten Filmstar. Die beiden werden ein Paar. Hughes wird den ganzen Film hindurch immer wieder in Begleitung von schönen Hollywood-Frauen gezeigt. Bei allen seinen Affären macht der Umgang mit Katharine Hepburn am ehesten den Eindruck einer normalen Beziehung. Hughes wird von nun an als jemand gezeigt, der sich mit Leidenschaft und Hingabe Fliegerei und Ingenieurskunst verschreibt. Bei seinem Engagement in der Luftfahrtindustrie wird er durch seine Sucht nach Erfolgen und Rekorden getrieben. Er lässt neue Flugzeugtypen entwickeln, und zumeist ist er es selbst, der die Testflüge durchführt. Da seine Konstrukteure erfolgreich arbeiten, kann er nicht nur den Rekord für den schnellsten Flug aufstellen; 1938 gelingt ihm außerdem auch die schnellste Erdumrundung aller Zeiten. Nach einer Notlandung, bei der er sich am Fuß verletzt, wird er noch von Katharine Hepburn gepflegt. Sie preist ihn für den neuen Geschwindigkeitsrekord, den er aufgestellt hat. Auf die Dauer kann sich Katharine Hepburn jedoch nicht mit den Eigenheiten des Fliegers arrangieren; er wiederum wird auch während der gemeinsamen Beziehung immer wieder mit anderen Schönheiten gesehen. Hepburns intellektuelle Familie akzeptiert Hughes nicht und behandelt ihn herablassend. Schließlich verlässt Hepburn ihn, nachdem sie sich  in den Schauspielerkollegen Spencer Tracy verliebt hat.
Der Zuschauer wird allmählich an die Besonderheiten von Hughes herangeführt. Es gibt bei ihm ein zwangsneurotisches Verhalten, das sich unter anderem in einem Waschzwang zeigt. Generell hegt Hughes in jeder Umgebung, in der er sich befindet, den Verdacht, dass es Gefahren für seine Gesundheit gibt. Nachdem Katharine Hepburn gegangen ist, sucht er Trost bei anderen Hollywood-Schönheiten. Zu einer langjährigen Begleiterin wird ihm Ava Gardner. Die Beziehung mit ihr wird allerdings niemals so eng wie die mit Katharine Hepburn. Auf die Frage, ob sie ihn heiraten wolle, wird sie später antworten, dass das nicht ginge, weil er zu verrückt sei. Seinen nächsten Flugzeugabsturz überlebt Hughes nur knapp. Mit einem Prototyp des Spionageflugzeugs Hughes XF-11 ist er über Beverly Hills unterwegs, als ein Triebwerk versagt. Er rast mit dem Flugzeug in ein Wohngebiet, zerstört dabei mehrere Häuser und zieht sich schwerste Verletzungen zu.

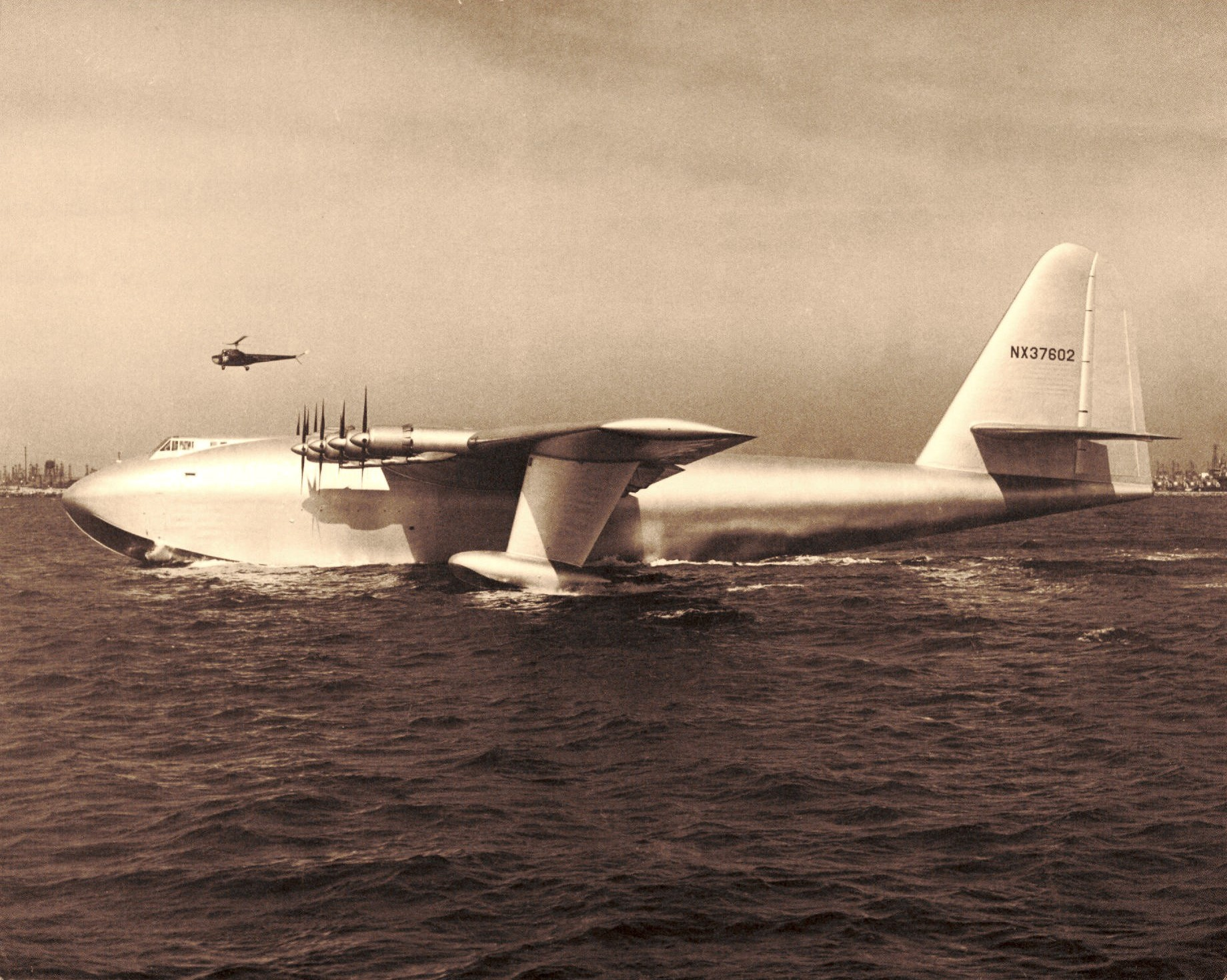
Die Hughes H-4 Hercules „Spruce Goose“.

Von nun an hat er mit gesundheitlichen Problemen zu kämpfen und es tauchen Konkurrenten auf, die es darauf anlegen, ihm das Leben schwer zu machen. Es ist ihm gelungen, zum Mehrheitsaktionär bei der Fluggesellschaft TWA zu werden. In den darauffolgenden Jahren entwickelt sich TWA gut und steigt bei den Umsatzzahlen auf Platz zwei auf – hinter dem Marktführer Pan Am. Bei Pan Am löst diese Entwicklung Alarm aus. Insbesondere im anlaufenden Geschäft mit Transatlantikflügen möchte man sich von TWA keine Marktanteile abnehmen lassen. Pan-Am-Chef Juan Trippe bringt daher seine guten Beziehungen zur Politik ins Spiel. Er heuert einen Senator an, damit dieser Hughes ein Ultimatum stellt. Hughes soll sein Unternehmen verkaufen. Andernfalls werde er sich vor einem Senatsausschuss dafür rechtfertigen müssen, staatliche Millionengelder für die Entwicklung von Flugzeugen verschwendet zu haben. Hughes weigert sich zu verkaufen und wird tatsächlich vor den Senatsausschuss geladen. Zu diesem Zeitpunkt ist sein Leben bereits sehr durcheinandergeraten; es zeichnen sich die Grundzüge des Einsiedlerlebens ab, in das er sich in den nächsten zwanzig Jahren zurückziehen wird. Für die Verhandlung gelingt es ihm aber, sich noch einmal in Form zu bringen. Er vertritt seine Sache gut, und es gelingt ihm, alle Vorwürfe zu entkräften und den Ausschusssaal erhobenen Hauptes zu verlassen. Das Monopol für Atlantikflüge Pan Ams wird gekippt und TWA darf ebenfalls in dieses Geschäft einsteigen.
Außerdem hat es in den letzten Jahren mit der Hughes H-4 „Spruce Goose“ noch ein wichtiges Flugzeugprojekt gegeben. Von diesem glaubt alle Welt, dass dabei ein fluguntaugliches Gerät entwickelt würde. Es gelingt ihm jedoch, das monströse Flugzeug für einige Zeit in die Luft zu bringen. 1947 führt er im Alter von 42 Jahren einen Testflug selbst erfolgreich durch. Der Film endet damit, dass er eine Vision davon hat, dass die Düsenmaschinen die Luftfahrt beherrschen werden. Er wird von seinem zwanghaften Verhalten, Sätze immer wiederholen zu müssen, übermannt und seine Berater bringen ihn in einen Nebenraum, damit ihn die Öffentlichkeit nicht so sieht.

## Entstehung und Produktion
Der Produzent Charles Evans Jr. und der Regisseur Michael Mann begannen 1992 mit der Entwicklung des Projektes und beauftragten erst den Fernseh-Autor Dean Ollins, dann John Fincher mit der Drehbucharbeit, basierend auf verschiedenen Biographien. Schließlich übergab man 1999 der Neuentdeckung John Logan das gesamte recherchierte Material und verpflichtete als Erfolgsgaranten Leonardo DiCaprio, dessen Produktionsfirma Appian Way Productions das Filmprojekt finanzierte. Nachdem sich die Geschäftspartner Evans und Mann 2001 im Streit getrennt hatten und Mann Anfang 2002 als Regisseur ausgeschieden war, brachte DiCaprio Martin Scorsese an Bord, den er 2000 bei den Dreharbeiten zu Gangs of New York kennengelernt hatte. Beide planten zu dieser Zeit einen biographischen Film über den makedonischen Prinzen Alexander (das Projekt übernahm schließlich Baz Luhrmann), doch die Fachzeitschrift Variety berichtete schon im Juli 2002 von einer Vorproduktion des Howard-Hughes-Films (allein die Kostüme kosteten 2 Millionen US-Dollar). Im Frühjahr 2003 wurden dann Jude Law, Gwen Stefani, John C. Reilly und Alec Baldwin für den Film verpflichtet. Nach elf Jahren Vorarbeit begannen die Dreharbeiten in Toronto am 7. Juli 2003, sie endeten am 17. November 2003 in Los Angeles.
Bei Produktionskosten von 110 Millionen US-Dollar spielte Aviator weltweit etwa 213 Millionen US-Dollar ein.
Der Film wurde am 14. Dezember 2004 in New York uraufgeführt und von Miramax vertrieben. Der Kinostart des Films in Deutschland war am 20. Januar 2005. Im deutschen Free-TV war er erstmals am 21. März 2008 auf ProSieben zu sehen.

## Synchronisation
Die deutsche Synchronbearbeitung entstand bei der FFS Film- und Fernseh-Synchron, München und Berlin. Das Dialogbuch verfassten Clemens Frohmann und Klaus Bickert, Synchronregie führte Clemens Frohmann.
| Rolle                       | Darsteller        | Deutscher Synchronsprecher |
| --------------------------- | ----------------- | -------------------------- |
| Howard Hughes               | Leonardo DiCaprio | Gerrit Schmidt-Foß         |
| Errol Flynn                 | Jude Law          | Florian Halm               |
| Katharine Hepburn           | Cate Blanchett    | Elisabeth Günther          |
| Ava Gardner                 | Kate Beckinsale   | Marie Bierstedt            |
| Noah Dietrich               | John C. Reilly    | Detlef Bierstedt           |
| Juan Trippe                 | Alec Baldwin      | K. Dieter Klebsch          |
| Senator Ralph Owen Brewster | Alan Alda         | Bodo Wolf                  |
| Dr. Hepburn                 | Kenneth Welsh     | Ernst Meincke              |
| Professor Fitz              | Ian Holm          | Mogens von Gadow           |
| Faith Domergue              | Kelli Garner      | Maria Koschny              |
| Glenn Odekirk               | Matt Ross         | Viktor Neumann             |
| Jack Frye                   | Danny Huston      | Leon Boden                 |
| Johnny Meyer                | Adam Scott        | Daniel Fehlow              |
| Louis B. Mayer              | Stanley DeSantis  | Roland Hemmo               |
| Ludlow                      | J. C. MacKenzie   | Peter Flechtner            |
| Mrs. Hepburn                | Frances Conroy    | Regine Albrecht            |
| Robert Gross                | Brent Spiner      | Uwe Karpa                  |
| Roland Sweet                | Willem Dafoe      | Reiner Schöne              |

## Musik
Die Musik zur Untermalung einiger Flugszenen mit Howard Hughes ist eine Orchestrierung der ursprünglich für Orgel geschriebene Toccata und Fuge d-Moll (BWV 565) von Johann Sebastian Bach.

## Kritiken
Die Kritiken von Aviator fielen allgemein überwiegend positiv aus. Bei der US-Kritikerseite Rotten Tomatoes fallen 86 % aller Kritiken grundsätzlich positiv aus, mit einer Durchschnittswertung von 7,8/10 Punkten. Der dortige Kritikerkonsens lobt die Darstellung von DiCaprio sowie die Regie von Scorsese, außerdem den „wunderbaren Sinn für historische Details“. Bei Metacritic holt der Film 77 von 100 Punkten.
Jürgen Armbruster von Filmstarts schreibt: „Trotz minimaler Mängel kann ‚Aviator‘, Scorseses tiefe Verbeugung vor dem Leben des Exzentrikers und Milliardärs Howard Hughes dank fantastischer Produktionswerte und des stark aufspielenden Hauptdarstellers Leonardo DiCaprio […] auf ganzer Linie überzeugen.“ Er vergibt vier von fünf möglichen Sternen.
Florian Kerntopf bei Critic.de meint: „Der Regisseur beweist in erster Linie sein Talent bei der detailverliebten Wiedergabe der Epoche, in der Aviator spielt. Die Kostüme und die Musik der dreißiger und vierziger Jahre, das Dekor, wie etwa die Ausstattung der Nachtclubs, werden originalgetreu in ihrem Wandel der Zeit hervorgehoben. Hervorragend auch die Arbeit des Kameramanns Robert Richardson […]. Er versteht es wieder, die Geschichte originell zu bebildern.“
Beim Filmspiegel schreibt Flemming Schock „‚Aviator‘ ist trotz seiner Lauflänge kaum langatmig, aber ihm fehlt – und das überrascht gerade bei Scorsese ein wenig – über weite Strecken der emotionale, tragende Kern. Das Abenteuer der grillenhaften Hauptfigur wird nicht das des Publikums. Tatsächlich entwickelt ‚Aviator‘ eine bestechend elegante Beiläufigkeit.“

## Auszeichnungen
- British Academy Film Award: Bester Film, Beste Nebendarstellerin (Cate Blanchett), Bestes Szenenbild, Bestes Make-up
- Gilde der Filmeditoren: Bester Schnitt in der Kategorie Drama
- Gilde der Produzenten: Bester Film
- Gilde der Schauspieler: Beste Nebendarstellerin (Cate Blanchett)
- Gilde der Tontechniker: Bester Ton
- Gilde der Tricktechniker: Beste visuelle Effekte, Beste zusätzliche Effekte, Beste Miniaturen-Modelle („Der XF11-Sturz“)
- Golden Globe: Bester Film, Bester Hauptdarsteller (Leonardo DiCaprio), Beste Musik
- Journalistenvereinigung der Vereinigten Staaten: Beste visuelle Effekte
- Kritikervereinigung der Vereinigten Staaten: Beste Regie, Beste Musik
- Kritikervereinigung von Chicago: Beste Kamera, Beste Musik
- Kritikervereinigung von Dallas: Beste Regie
- Kritikervereinigung von Kansas: Beste Regie, Beste Nebendarstellerin (Cate Blanchett)
- Kritikervereinigung von Las Vegas: Bester Film, Beste Regie, Beste Nebendarstellerin (Cate Blanchett), Bestes Szenenbild, Beste Kamera, Beste Kostüme, Bester Schnitt
- Kritikervereinigung von London: Beste Regie
- Kritikervereinigung von Los Angeles: Bestes Szenenbild
- Kritikervereinigung von Ohio: Beste Nebendarstellerin (Cate Blanchett), Beste Kamera
- Kritikervereinigung von Phoenix: Bester Film, Beste Regie, Bestes Szenenbild, Beste Kamera, Beste Kostüme
- Kritikervereinigung von San Diego: Bestes Szenenbild
- Kritikervereinigung von Seattle: Beste Musik
- Kritikervereinigung von Washington, D.C.: Beste Nebendarstellerin (Cate Blanchett)
- Online-Kritikervereinigung der Vereinigten Staaten: Beste Nebendarstellerin (Cate Blanchett)
- Online-Kritikervereinigung von New York City: Beste Regie
- Oscars (2005): Beste Nebendarstellerin (Cate Blanchett), Bestes Szenenbild, Beste Kamera, Beste Kostüme, Bester Schnitt
- Die Deutsche Film- und Medienbewertung FBW in Wiesbaden verlieh dem Film das Prädikat „besonders wertvoll“.